# 古尔维尔
古尔维尔（法語：Gourville，法語發音：[ɡuʁvil]）是法国夏朗德省的一个旧市镇，属于干邑区。2019年，古尔维尔并入市镇鲁亚克。

## 地理
古尔维尔（45°49'49"N, 0°0'55"W）面积12.92 平方千米，位于法国新阿基坦大区夏朗德省，该省份为法国西部内陆省份，北起德塞夫勒省和维埃纳省，东临上维埃纳省，东南至多尔多涅省，南至多爾多涅省，西接滨海夏朗德省。
与古尔维尔接壤的市镇（或旧市镇、城区）包括：博讷维尔、热纳克、马西亚克-朗维尔、蒙斯、蒙蒂涅、鲁亚克、圣西巴尔多、热纳克-比尼亚克、瓦勒多日。

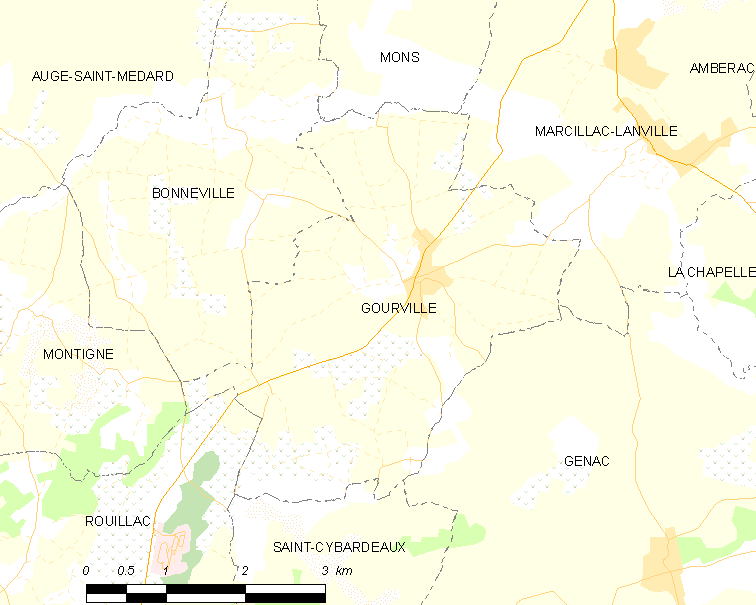
古尔维尔的OSM定位图

古尔维尔的时区为UTC+01:00、UTC+02:00（夏令时）。

## 行政
古尔维尔的邮政编码为16170，INSEE市镇编码为16156。

## 政治
古尔维尔所属的省级选区为努埃尔河谷县。

## 人口

1962-2008年间古尔维尔人口变化图示

古尔维尔于2018年1月1日时的人口数量为655人。